# Ron Frenz
Ron Frenz, all'anagrafe Ronald Wade Frenz (Pittsburgh, 1º febbraio 1960), è un fumettista statunitense.
Ha lavorato come disegnatore per la Marvel Comics e la DC Comics, tra le diverse case editrici americane. Tra i vari titoli ci sono storie per riviste come Amazing Spider-Man, Superman, Spider-Girl, Thor, Indiana Jones e Star Wars. Inizialmente, per il suo tratto così fortemente a lui ispirato nella sua produzione degli anni ottanta legata a Spider-Man, Frenz è stato accostato a Steve Ditko, il co-creatore dell'Uomo Ragno.